# Veine épigastrique supérieure
Les veines épigastriques supérieures drainent la paroi abdominale antérieure et une partie du diaphragme dans la veine thoracique interne par leurs extrémités supérieures. Caudalement, elles s'anastomosent avec la veine épigastrique inférieure entre le sternum et l'ombilic, faisant communiquer les deux systèmes caves (supérieur et inférieur) en arrière du muscle droit de l'abdomen. 
Elles sont accompagnées d'une artère homonyme, l'artère épigastrique supérieure, tout au long de leur trajet. 